# Bimont
Bimont – miejscowość i gmina we Francji, w regionie Hauts-de-France, w departamencie Pas-de-Calais.
Według danych na rok 1990 gminę zamieszkiwało 108 osób, a gęstość zaludnienia wynosiła 16 osób/km² (wśród 1549 gmin regionu Nord-Pas-de-Calais Bimont plasuje się na 1091. miejscu pod względem liczby ludności, natomiast pod względem powierzchni na miejscu 536.).